# Jean Casimir Danysz
Jean Casimir Danysz, né le 11 mars 1884 à Paris 13e, et mort le 3 novembre 1914 à Cormicy, est un physicien français.

## Biographie
Il a pour parents le biologiste Jean Danysz (1860-1928) et Bronislawa Helena Galezowska, pour épouse Marguerite Marie Balukiewicz et pour fils Marian Danysz (1909-1983). 
Diplômé en 1905 (21e promotion) de l'École municipale de physique et de chimie industrielles (aujourd'hui ESPCI Paris), il étudie la radioactivité β sous la direction de Pierre Curie et Marie Curie avant de partir sur le front en 1914 (au grade de sous-lieutenant au 28e régiment d'infanterie). 
Il meurt face à l'ennemi le 3 novembre 1914.
En son honneur, se trouve la rue Jean-Danysz à Cormicy où il a été inhumé.

## Publications
- Le Radium 9, 1 (1912); 10, 4 (1913)
- Recherches expérimentales sur les β rayons de la famille du radium[4] Ann. Chim. Phys. 30 (1913) 241–320